# Icelus ochotensis
Icelus ochotensis är en fiskart som beskrevs av Schmidt 1927. Icelus ochotensis ingår i släktet Icelus och familjen simpor. Inga underarter finns listade i Catalogue of Life.